# Batz-sur-Mer

Batz-sur-Mer este o comună în departamentul Loire-Atlantique, Franța. În 2009 avea o populație de 3,089 de locuitori.